# КТ-58 (печера)
КТ-58 (рос. КТ-58) — карстова печера в Самаркандській області Узбекистану, на плато Кирктау, східних відрогах Зеравшанського хребта, гірської системи Паміро-Алай. Печера вертикального типу простягання. Загальна протяжність — невідома. Глибина печери становить 37 м. Категорія складності проходження ходів печери — 1.

## Дивись також
- Кутова печера
- КТ-40 (печера)
- КТ-7 (печера)
- КТ-3 (печера)
- Кугітангтау
- Печера 50 років комсомолу Узбекистану
- Кульська печера
- Олімпійська печера (Узбекистан)